# Hermann Pauly
Hermann Pauly (18 de julio de 1870-31 de octubre de 1950) fue un químico e inventor alemán. Es conocido por la reacción de Pauly, una prueba química utilizada para detectar la presencia de tirosina o histidina en las proteínas.

## Primeros años
Hermann Pauly nació en Deutz (ahora parte de Colonia) el 18 de julio de 1870. Su padre era Friedrich Hermann Pauly, director de una mina, y su madre era Henriette Wintgens (o Wittgens). Se graduó de la escuela secundaria Adolfinum Moers Hermann, luego estudió ciencias naturales en la Universidad de Giessen en Hesse, la Universidad de Leipzig y la Universidad Rheinische Friedrich-Wilhelms de Bonn. Se convirtió en miembro del Cuerpo Teutónico de Bonn en 1890. Estudió química con Richard Anschütz en Bonn y obtuvo un doctorado en 1894.

## Carrera profesional
Pauly trabajó durante un breve período en Schering AG en Berlín y luego se convirtió en asistente de investigación de Hermann Emil Fischer en la Friedrich-Wilhelms-Universität. Luego se convirtió en asistente de enseñanza de Rudolf Nietzki en la Universidad de Basilea. Regresó a Bonn, donde se graduó como profesor en 1901. En 1904, se unió a Albrecht Kossel en la Universidad de Heidelberg. Pauly estudió para su habilitación en la Universidad de Würzburg, y fue nombrado profesor asistente en 1909. En 1912 se incorporó a un laboratorio privado. En 1918 fue nombrado profesor titular en Würzburg. Pauly se convirtió en miembro del Corpsschleifenträger der Lusatia Leipzig en 1922. Hermann Pauly recibió un doctorado honoris causa en medicina en 1932. Murió en Würzburg el 31 de octubre de 1950.

## Trabajo
Pauly publicó 71 artículos sobre química orgánica y química fisiológica y presentó al menos 14 patentes relacionadas con productos farmacéuticos, fragancias y preparaciones antisépticas. Confirmó correctamente el hallazgo de Thomas Aldrich de que la fórmula de la adrenalina era C9H13NO3 a pesar de que no estaba trabajando con muestras puras, que surgieron mucho más tarde. Pauly pasó muchos años estudiando las diazo-reacciones de las proteínas. En 1904 publicó un artículo que describía lo que se conoció como la reacción de Pauly, un método para detectar la presencia de los aminoácidos tirosina o histidina en las proteínas. En 1915, Pauly utilizó ácido arsínico diazobenceno en lugar de ácido sulfónico diazobenceno para preparar un compuesto diazoico insoluble. Encontró que un anillo de tirosina tomó dos moléculas del compuesto diazo para formar una bis-diazo-tirosina. Un anillo de histidina hizo lo mismo. Estos descubrimientos resultaron invaluables para el trabajo de Karl Landsteiner sobre inmunidad y alergia.

## Publicaciones
- H. Pauly (1899). Patente u. a. Verfahren z. Darst. v. α-Tetramethylpyrrolidin-β-karbonsäureamiden u. deren n-Alkylderivaten. DRP 109346.
- H. Pauly (1902). «Studien in der Reihe der Hydropyrrole». Liebigs Ann. Chem. 322: 77-130. doi:10.1002/jlac.19023220103.
- H. Pauly (1903). «Zur Kenntnis d. Adrenalins». Berichte der deutschen chemischen Gesellschaft 36 (3): 2944-49. doi:10.1002/cber.19030360351.
- H. Pauly; A. Binz (1904). «Seide u. Wolle als Farbstoffbildner». Zs. F. Farben- U. Textilind 3: 373 ff.
- H. Pauly (1904). «Über die Konstitution des Histidins. I. Mitteilung.». Z. Physiol. Chem. (Hoppe-Seyler) 42 (5–6): 508-518. doi:10.1515/bchm2.1904.42.5-6.508.
- H. Pauly; K. Gundermann (1908). «Über jodbindende Systeme». Eiweiß-Spaltkörpern 41: 3999-4012.
- H. Pauly; K. Gundermann (1908). Verfahren z. Darst. v. kernjodierten Imidazolen. DRP 223303.
- H. Pauly (1910). Über jodierte Abkömmlinge d. Imidazols u. d. Histidins 43. pp. 2243-61.
- H. Pauly (1910). Über einige Verbindungen d. Histidins 64. pp. 75-81.
- H. Pauly; E. Arauner (1928). «Über d. Gegensatz zw. Jod u. Brom bei d. Imidazolsubstitution». Journal F. Prakt. Chemie 118: 33-47. doi:10.1002/prac.19281180107.
- H. Pauly; W. Neumann (1937). «Über pharmakolog. Wirkungen jodierter Imidazolverbindungen, insbes. auf d. Stoffwechsel». Archiv f. Experimentelle Pathol. U. Pharmakol. 187: 571 ff. S2CID 19885263. doi:10.1007/BF01972058.
- H. Pauly (1948). «Scheidung v. Ligninkomponenten II., Addukte mit Maleinsäureanhydrid». Chem. Ber. 81: 392-99. doi:10.1002/cber.19480810510.